# 樂華巴士總站

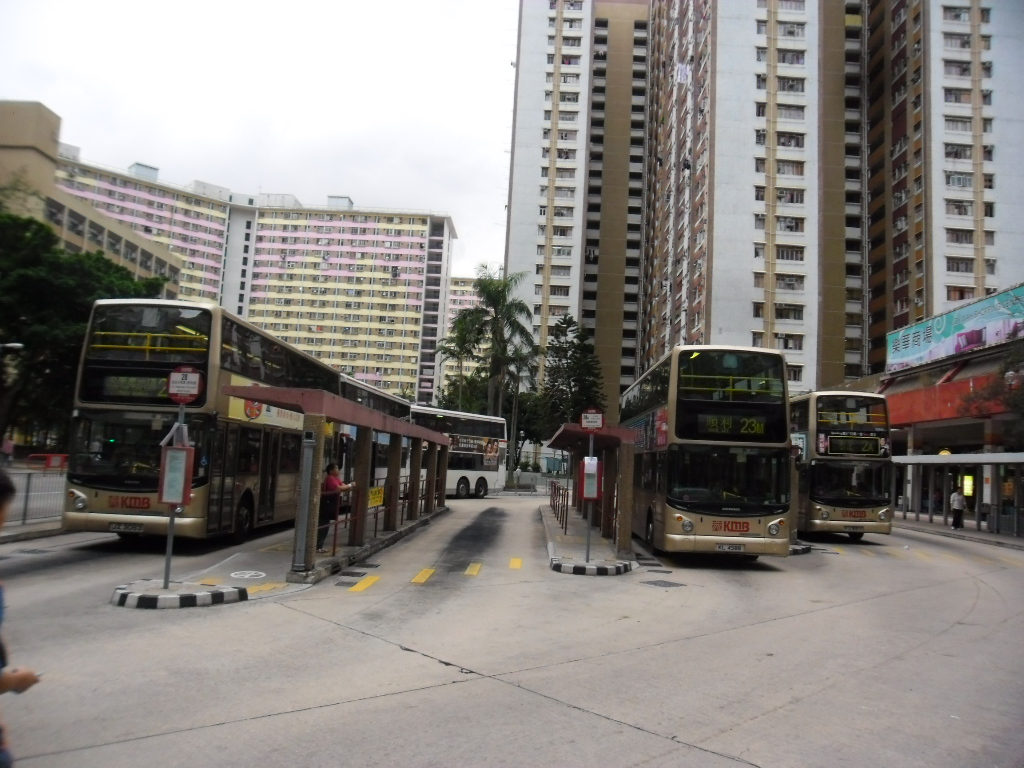
2013年3月的樂華巴士總站正面，可見左起第二條坑仍為尚未取消的九巴28A線使用

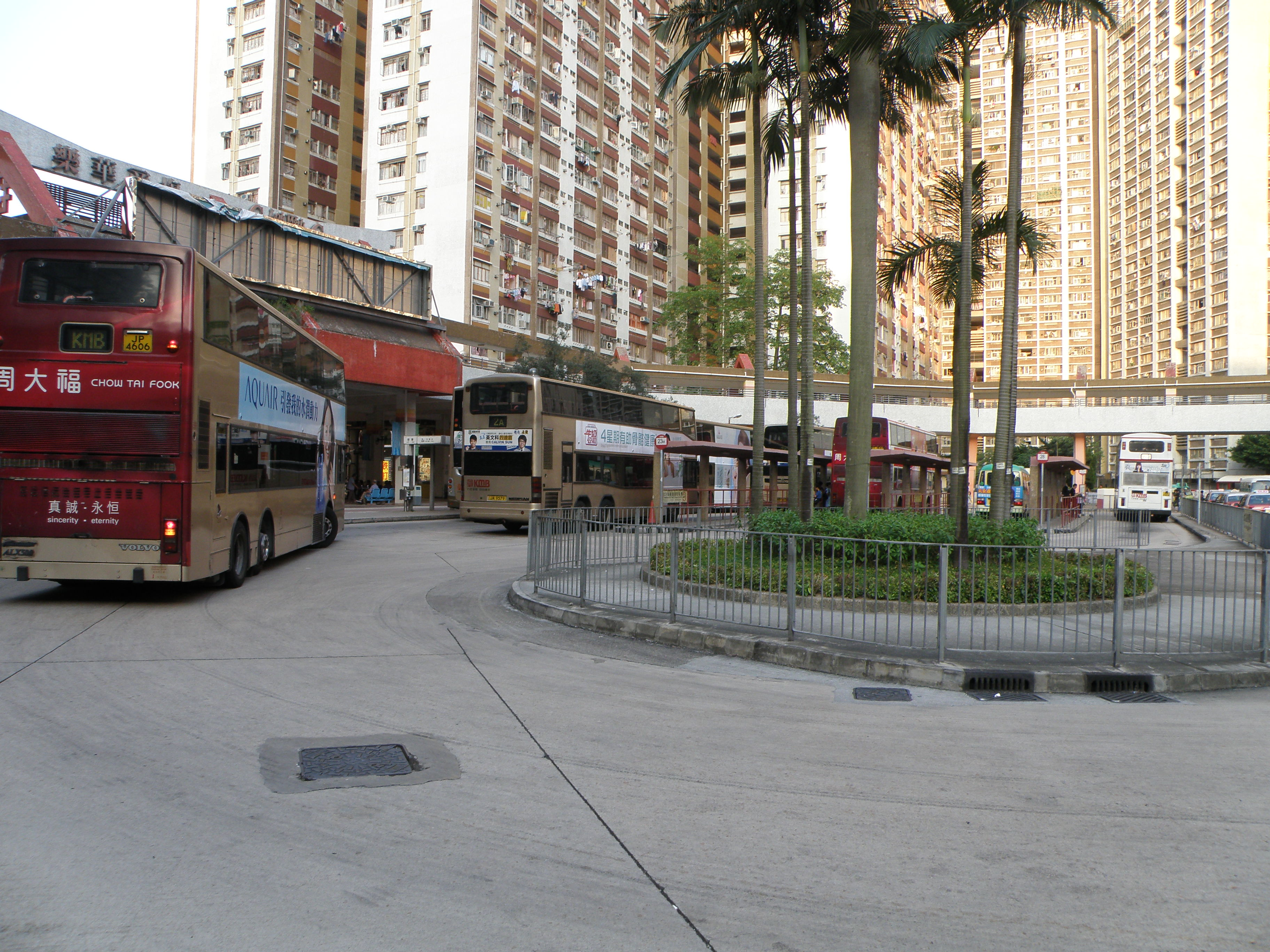
樂華巴士總站背面

樂華巴士總站（英語：Lok Wah Bus Terminus）是香港觀塘區北面最大型的巴士總站，現有4條巴士路線以本站為總站，附近亦有2條小巴路線，位於樂華邨通道附近，鄰近樂華商場和樂華邨奐華樓。

## 歷史
- 1983年8月7日：樂華巴士總站啟用，九巴28A線投入服務。
- 1984年2月20日：九巴2A線同日延至樂華。
- 1984年11月22日：九巴23M線延至樂華。
- 1985年3月3日：九巴28線投入服務。
- 1995年1月16日：過海隧道線更改行車路線往來港島。
- 2013年3月28日：九巴28A線取消服務，原特別班次由九巴28S線代替。

## 總站路線資料（巴士）

### 九龍巴士2A線
- 樂華 ↔ 美孚

1952年12月22日起投入服務，初時往來深水埗碼頭至九龍城，途經欽州街及長沙灣道，1953年10月起延長至牛頭角，六七暴動後，於1967年10月14日起延長至蘇屋，來回程並改經東京街及荔枝角道，同年11月11日起改經彌敦道至九龍城一段的亞皆老街，1984年2月20日起配合樂華邨入伙延長至該處，1995年3月27日起增派空調巴士行走，1995年8月18日起配合6B取消而延長至美孚，2005年8月11日轉為全線空調服務。
。

### 九龍巴士14B線（特別班次）
- 樂華>藍田(廣田邨)

2021年8月30日起投入服務，於星期一至五07:10及07:30由樂華開往藍田（廣田邨）。由樂華總站開出後，經振華道往牛頭角總站返回原有路線。

### 九龍巴士23M線
- 樂華 ↺ 順利

1979年12月5日配合地鐵「修正早期系統」即將通往尖沙咀而投入服務，開辦時已是循環線，往來觀塘地鐵站至順利，當時在四順區的行車路線是與23號線相同的。本線初時行走順時針方向途經順利邨及順安邨，但令居民在順利邨道下車後，需要橫過馬路才能抵達屋邨，因此為方便居民上落，1980年9月28日起，改為逆時針方向，先經順安才經順利。1984年11月22日起延長至樂華邨，並改經順天邨及牛頭角道，不再經觀塘地鐵站及翠屏道，取代28A線於牛頭角的服務，2001年9月2日起增派空調巴士行走，2007年9月15日轉為全線空調服務。

### 九龍巴士28線
- 樂華 ↔ 尖沙咀碼頭

1985年3月3日起投入服務，以配合樂華邨落成，尖沙咀總站初時設於現力寶太陽廣場，1985年9月28日起遷往中間道，1987年10月19日起遷往漢口道的半島酒店對面。2007年8月26日起配合港鐵九龍南綫工程，需用漢口道部份路面以興建行人隧道，同時配合位於尖東站上蓋發展計劃。現總站於尖沙咀碼頭。

### 九龍巴士28S線
- 觀塘（裕民坊） → 樂華

2013年3月28日投入服務，取代已停辦的九龍巴士28A線之原有功樂道特別班次，與其不同之處在於並非由觀塘碼頭開出，而且於觀塘功樂官立中學不設分站。

## 總站路線資料（專線小巴）

### 九龍區專線小巴22A線
- 樂華邨 ↺ 觀塘碼頭

2013年3月28日開辦，取代已停辦的九龍巴士28A線服務，與其不同之處在於途經觀塘商貿區及港鐵牛頭角站。

### 九龍區專線小巴22M線
- 樂華 ↔ 觀塘（裕民坊）

1983年4月8日開辦。提供接駁港鐵觀塘站及觀塘服務。

## 過往總站路線資料

### 九龍巴士28A線（已取消）
- 樂華 ↔ 觀塘碼頭

1983年8月7日投入服務，由1996年7月29日起改為祗於平日（星期一至六）服務。由於近年受九龍區專線小巴22M線競爭等因素影響以致客量偏低，最終於2013年3月28日起停止服務。

## 車坑分佈
| 車坑分佈（以入口最左邊起計） | 車坑分佈（以入口最左邊起計） | 車坑分佈（以入口最左邊起計） | 車坑分佈（以入口最左邊起計） |
| 車坑編號                     | 車坑寬度                     | 路線                         |                              |
| ---------------------------- | ---------------------------- | ---------------------------- | ---------------------------- |
| 1                            | 雙坑                         | 九龍巴士2A線                 |                              |
| 2                            | 單坑                         | 九龍巴士23M線                |                              |
| 3                            | 單坑                         | 專線小巴22A線                |                              |
| 4                            | 單坑                         | 九龍巴士28線                 |                              |
| 5                            | 出口                         | 的士站                       |                              |

## 利用狀況
樂華因有貫穿市區的2A線和28線，所以在附近是最多人使用的車站。

## 房署圍封巴士總站車長休息室事件
早在2013年3月，九巴向房委會提出在巴士總站設置站長休息室，不過房委會以需得到業權人領展批准為由，一直進展緩慢。到2017年6月，樂華南邨管理諮詢委員會通過增設站長室建議，但仍需經領展的同意。到2017年8月，領展同意增建站長室，不過房署於8月10日貼出告示，指休息室屬公眾地方，要求九巴於兩日內移走，事件令部份車長相當不滿。
2017年8月11日，工聯會屬下的汽車交通運輸業總工會在早上11時半起聯同九巴車長發起靜坐，車長表示在酷熱天氣下只能在室外地方休息及用膳。期間邨內三條巴士線服務，包括28、2A及23M暫停，到12時才回复服務。房署其後承諾暫時不會移走休息室。